# Move (canción)
«Move» es una canción interpretada por la banda de rock cristiana MercyMe, incluida en su sexto álbum de estudio The Generous Mr. Lovewell (2010). La banda y Dan Muckala la compusieron, mientras que la producción estuvo a cargo de este último y Brown Bannister. «Move» es una canción dance rock que ha sido comparada a los sonidos de las bandas Maroon 5 y Bee Gees. La letra trata sobre de la perseverancia a través de la adversidad.
En términos generales, obtuvo reseñas positivas de los críticos musicales, quienes elogiaron su sonido nuevo como así también, entre otros puntos, calificaron de «emotivo» su ritmo. De igual forma, obtuvo un buen recibimiento comercial en las listas de Billboard, pues llegó a la cima de las listas Christian Songs, Christian AC y Christian AC Indicator. MercyMe interpretó «Move» en la gira Lovewell LIVE  de 201.

## Antecedentes y composición
Los miembros de MercyMe y Dan Muckala compusieron «Move», mientras que la producción quedó a cargo de Brown Bannister y Muckala. F. Reid Shippen la grabó en Sonic Ranch, El Paso, Texas, mientras que Muckala, Bannister y Billy Whittington grabaron los arreglos en Towsensend Sound y Glomo Studio. Shippen la mezcló en Robot Lemon, Nashville, Tennessee y Ted Jensen la masterizó en Sterling Sound, Nueva York. MercyMe promocionó «Move», al interpretarla en la gira Lovewell LIVE, de 2010, realizada en promoción a The Generous Mr. Lovewell.
«Move» es una canción dance rock con una duración de dos minutos y cincuenta y ocho segundos. Según la partitura publicada en Musicnotes por EMI Music Publishing, se encuentra en la tonalidad de la menor con un tempo de 100 pulsaciones por minuto. El registro vocal de la banda abarca desde la nota sol4 a sol5. Sigue la progresión armónica la menor-fa-la menor-fa-re menor-la menor. La canción ha sido comparada musicalmente a los trabajos de la banda Maroon 5, especialmente sus canciones «This Love»  y «Makes Me Wonder», como así también a la de Bee Gees. Líricamente, habla acerca de la perseverancia en la adversidad, con el canto narrador que «avanza a un ritmo distinto, no importa lo que venga». Según Bart Millard, vocalista de la banda, en la canción, admite que la vida puede ser difícil cuando «lo correcto sigue viniendo mal», pero ve que Dios «lo lleva a días más brillantes». La canción no menciona a Dios.

## Recepción

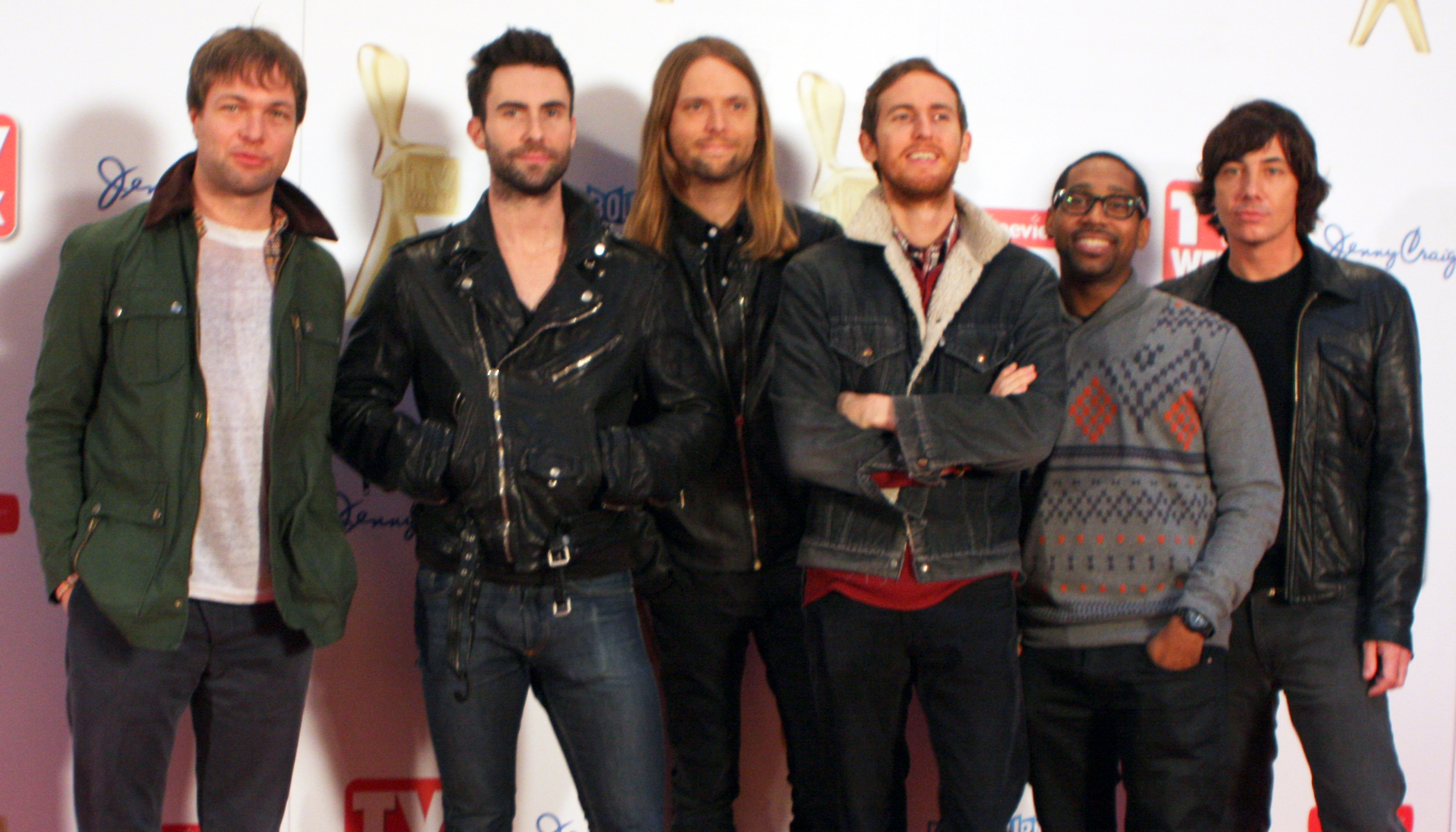
«Move» ha sido comparada a las canciones «This Love» y «Makes Me Wonder» de la banda estadounidense Maroon 5

### Crítica
En términos generales, «Move» recibió reseñas positivas de los críticos musicales. De este modo, Roger Gelwicks de Jesus Freak Hideout la describió como «una completa [canción] roquera optimista, con un ritmo palmeado [e] infeccioso». Jared Johnson de Allmusic la llamó «tan relevante que MercyMe nunca ha hecho nada», mientras que Andy Argyrakis, de Today's Christian Music, la describió como «un pie que pisa fuerte». Mike Rimmer de Cross Rhythms, quien calificó a The Generous Mr. Lovewell con diez puntos de diez, indicó que «Move» ve a la banda llegando con un nuevo sonido que estoy convencido será atraído a su actual base de seguidores. De modo similar, Kevin McNeese de NewReleaseTuesday afirmó que la banda entrega impulsos electrónicos y sentimientos de ritmos dance. Por su parte, Kevin Davis de Christian Music Review comentó que «tiene un arreglo dance rock fantástico como "This Love" de Maroon 5». Dale Lewis de Title Trakk le otorgó una reseña favorable, e indicó: 

«La energía indiscutible de "Move" llega a un nivel superior musicalmente, con un arreglo dance rock fantástico que proclama esperanza. Un coro aplaudidor da paso a un trasfondo cargado de percusión y conducido por guitarras a lo largo de esta pista».

El equipo de redacción de Billboard la llamó «nerviosa», pero señaló que «reconoce los obstáculos de la vida [y] mira hacia adelante a los días más brillantes». El sitio web Alpha Omega News felicitó su ritmo «emotivo», mientras que Brian Hall, de The Christian Manifesto, sostuvo que «"Move" empuja a los oyentes en un mundo sónico ocupado por guitarras fervientes y sintetizadores psicóticos, creando una canción fluida que cautiva al oyente». Sin embargo, Tris McCall de The Star-Ledger fue más negativo en su reseña al sencillo, y comentó que «suena mucho como Maroon 5, que es casi vergonzoso», y que «en una industria gobernada por la cordura, los dos compositores (Adam Levine de Maroon 5 y Bart Millard de MercyMe) cantarían hombro a hombro y llegarían a un público común».

### Comercial
En la lista oficial de sencillos de música cristiana, Christian Songs, «Move» ocupó el puesto número nueve el 30 de julio de 2011, tras haber pasado diez semanas en las cincuenta mejores posiciones. Dos ediciones después, llegó a los cinco primeros, y para el 3 de septiembre, llegó a la cima de la lista. Pasó ocho semanas consecutivas en esa posición, antes de descender al dos, el 5 de noviembre de 2011, donde fue reemplazada por «Courageous» de Casting Crowns. En total, «Move» pasó treinta semanas en Christian Songs, nueve de ellas en el puesto número uno. Asimismo, llegó a la posición uno en las listas Christian Adult Contemporary y Christian AC Indicator, el seis en el Christian Hot AC/CHR y el veinte en el Bubbling Under Hot 100 Singles. Por otro lado, para las listas anuales de 2011, «Move» se ubicó en las posiciones diez, catorce y veintiocho en Christian Songs, Christian AC y Christian Digital Songs, respectivamente.

## Posicionamiento en listas
| País (Lista 2011)                               | Mejor posición |
| ----------------------------------------------- | -------------- |
| Estados Unidos (Christian Songs)                | 1              |
| Estados Unidos (Christian AC)                   | 1              |
| Estados Unidos (Christian AC Indicator)         | 1              |
| Estados Unidos (Christian Hot AC/CHR)           | 6              |
| Estados Unidos (Bubbling Under Hot 100 Singles) | 20             |

| País (Listas 2011)                       | Posición |
| ---------------------------------------- | -------- |
| Estados Unidos (Christian Songs)         | 10       |
| Estados Unidos (Christian AC)            | 14       |
| Estados Unidos (Christian Digital Songs) | 28       |

## Créditos y personal
- Composición: MercyMe y Dan Muckala
- Producción: Brown Bannister y Dan Muckala
- Grabación: F. Reid Shippen (Sonic Ranch, El Paso, Texas)
- Arreglo: Dan Muckala, Brown Bannister y Billy Whittington (Towsensend Sound y Glomo Studio)
- Mezcla: F. Reid Shippen (Lemon, Nashville, Tennessee)
- Masterización: Ted Jensen (Sterling Sound, Nueva York)

Fuentes: notas de The Generous Mr. Lovewell.